# Peter Hyams
Peter Hyams (New York, 26 luglio 1943) è un regista, sceneggiatore, direttore della fotografia e giornalista statunitense.

## Biografia
Nato a New York, secondogenito di Barry Hyams, produttore e promotore teatrale a Broadway, e Ruth Hurok (figlia di Sol Hurok), ha una sorella maggiore di nome Nessa, direttrice di casting. Studia arte e musica all'Hunter College. Inizia la sua carriera lavorando come giornalista televisivo per una emittente di Chicago. Dal 1964 al 1970 lavora per la CBS, realizzando alcuni documentari.
Successivamente si trasferisce a Los Angeles, dove realizza la sua prima sceneggiatura per la Paramount Pictures, Appuntamento con una ragazza che si sente sola (1971), di Herbert Ross.
Debutta alla regia nel 1974 con Mani sporche sulla città, dando il via a una lunga carriera che lo vede specializzarsi nel genere fantascienza. Realizza film come Capricorn One (1978), Atmosfera zero (1981), Condannato a morte per mancanza di indizi (1983), 2010 - L'anno del contatto (1984), Rischio totale (1990), Timecop - Indagine dal futuro (1994), A rischio della vita (1995), Relic - L'evoluzione del terrore (1997) e i meno fortunati Giorni contati (1999), D'Artagnan (2001) e Il risveglio del tuono (2005); inoltre è produttore esecutivo del piccolo cult Scuola di mostri (1987).

## Filmografia

### Regista
- Goodnight, My Love (1972)
- Mani sporche sulla città (Busting) (1974)
- Our Time (1974)
- Una valigia piena di dollari (Peeper) (1975)
- Capricorn One (1978)
- Una strada, un amore (Hanover Street) (1979)
- Atmosfera zero (Outland) (1981)
- Condannato a morte per mancanza di indizi (The Star Chamber) (1983)
- 2010 - L'anno del contatto (2010) (1984)
- Una perfetta coppia di svitati (Running Scared) (1986)
- Il presidio - Scena di un crimine (The Presidio) (1988)
- Rischio totale (Narrow Margin) (1990)
- Frequenze pericolose (Stay Tuned) (1992)
- Timecop - Indagine dal futuro (Timecop) (1994)
- A rischio della vita (Sudden Death) (1995)
- Relic - L'evoluzione del terrore (The Relic) (1997)
- Giorni contati (End of Days) (1999)
- D'Artagnan (The Musketeer) (2001)
- Il risveglio del tuono (A Sound of Thunder) (2005)
- Un alibi perfetto (Beyond a Reasonable Doubt) (2009)
- Enemies Closer (2013)

### Sceneggiatore
- Appuntamento con una ragazza che si sente sola (T.R. Baskin), regia di Herbert Ross (1971)
- Goodnight, My Love (1972)
- Mani sporche sulla città (Busting) (1974)
- Telefon, regia di Don Siegel (1977)
- Capricorn One (1978)
- Una strada, un amore (Hanover Street) (1979)
- Il cacciatore di taglie (The Hunter) (1980)
- Atmosfera zero (Outland) (1981)
- Condannato a morte per mancanza di indizi (The Star Chamber) (1983)
- 2010 - L'anno del contatto (2010) (1984)
- Rischio totale (Narrow Margin) (1990)
- Un alibi perfetto (Beyond a Reasonable Doubt) (2009)

### Direttore della fotografia
- 2010 - L'anno del contatto (2010) (1984)
- Una perfetta coppia di svitati (Running Scared) (1986)
- Il presidio - Scena di un crimine (The Presidio) (1988)
- Rischio totale (Narrow Margin) (1990)
- Frequenze pericolose (Stay Tuned) (1992)
- Timecop - Indagine dal futuro (Timecop) (1994)
- A rischio della vita (Sudden Death) (1995)
- Relic - L'evoluzione del terrore (The Relic) (1997)
- Giorni contati (End of Days) (1999)
- D'Artagnan (The Musketeer) (2001)
- Il risveglio del tuono (A Sound of Thunder) (2005)
- Un alibi perfetto (Beyond a Reasonable Doubt) (2009)
- Enemies Closer (2013)